# Boeing X-48
Boeing Х-48 — експериментальний безпілотний літак компанії Boeing. Літак Х-48B є дванадцятикратно зменшеною модель майбутнього міжконтинентального авіалайнера такої ж форми з розмахом крила у 75 метрів, розрахованого на 450 пасажирів.

## Завдання програми
У новинці реалізована нова аеродинамічна концепція blended wing body (змішане крило), що дозволила значно поліпшити злітно-посадочні й літні характеристики літака, його керованість на різних режимах, істотно знизити витрату палива й забезпечити ефективне використання внутрішнього обсягу фюзеляжу.

## Льотна програма
Літак X-48B уперше здійнявся в повітря 20 липня 2007 року на авіабазі Едвардс у Каліфорнії й зробив 31-хвилинний політ. Машина важить 225 кілограм й управляється радіокомандами із землі. Головна особливість її конструкції — особлива геометрія крила, що плавно переходить у фюзеляж.
Експериментальний літак був створений компанією «Boeing Phantom Works» разом з NASA і дослідницькою лабораторією ВВС США для вивчення особливостей аеродинамічної схеми BWB — у першу чергу при зльоті й посадці.
Відповідно до підрахунків експертів, машини, на зразок Х-48B, зможуть робити безпосадочні близькозвукові польоти на відстані понад 10 тисяч кілометрів, споживаючи на 20 % менше пального в порівнянні із сьогоднішніми авіалайнерами того ж класу.
Журнал «Time» визнав експериментальний безпілотний літак «X-48B» компанії «Boeing» винаходом 2007 року.

## Варіанти

### X-48A
Запланована початкова версія розмахом 35 футів (10,7 м). Був скасований до початку виробництва.

### X-48B
Два літака у 8,5% масштабі, які були використані для льотних випробувань.

### X-48C
Модифікована версія X-48B.